# 宇部共同義会
宇部共同義会（うべきょうどうぎかい）は、明治維新以後の福原氏給領地（旧宇部五ヶ村）において石炭鉱区の統一管理ならびに地元公共事業を推進するために設立された組織である。

## 起源
1870年、明治新政府は日本坑法を公布し地下の鉱物を政府の所有物として掌握することとした。これに伴い山口県も旧藩以来の販売統制権を中止し石炭局の経営を民間に移した。ここに、厚狭郡須恵村の福井忠次郎は、石炭局最後の主任者としての地位や法律的知識を活用して、品川弥二郎、井上馨、宍戸璣等とともに合資組織の石炭会社を設立、旧藩の石炭諸鉱区に借区権を設定し、その大半を手中に収めたという。1876年にこれらの借区権が旧宇部領主の福原芳山により買い戻されると、福原家臣団等により炭鉱会社（宇部炭鉱会社）が設立され、この会社の下に借区権が一元管理されることとなる。ところが、炭鉱業が注目され始めるとともに平民の資本により独自に新借区出願の動きが活発化。これが許可されるようになり当初の宇部炭鉱会社により借区権一元管理体制は崩壊することとなる。こうした新知識（平民階層）と権威（士族階層）の対立を排し、封建的な身分制度の枠を超えた新たな権威を創設しその下に石炭鉱区を管理運営する仕組みとして、宇部共同義会が設立された。

## 組織
第一部
以下の項目の補助を目的に設立された。
| - 『教育費』（共同義会規則第三条第一項） - 『極難ニシテ徴兵現役二在る者ノ家族』（同第二項） - 『極難ニシテ弁納シ得ザル者ノ戸別金』（同第三項） - 『前項ノ外当金ニ於テ必要ト認ムル事業』（同第四項） |

第二部
炭鉱の鉱区権の管理を目的に設立された。
| 『各自鉱区ヲ一ニシテ協力同心永ク此ノ福利ヲ継続スルコト』（石炭部設立檄文） |

## 利益還元の仕組み
石炭事業部である第二部が炭鉱業者に対し採炭量に応じた斤先料（採掘料）の納入を義務付け、社会事業にその資金を還元していた。

## 株主構成
義会設立の発起会に集まった14名のうち10名が士族、4名が平民であり、中でも藤本晋一と厚見剛之助が発案者だとされる。その後の設立総会への参加者として人選した36名（村毎、一定数の会員を代表）に株主総代としての株券が与えられた。

## 他組織との関係
共同義会とともに宇部地区の自治の根源となる組織に達聡会があった。メンバーの多くは共同義会と重複していたものの、経済・社会事業の運営主体としてされた共同義会に対して、達聡会は村民の世論統一を図り自治の円滑を期する政治結社として設置された。以後、達聡会はフォーマルな村議会の上部機関としての役割を担うことになる。その政治力を紀藤織文は「達聡会は議決機関だった。達聡会の決めたことは大抵村会にかけられてそのまま通った。金は共同義会から出た。（略）村会議員や県会議員、衆議院議員の立候補も達聡会で決めていた」と説明している。

## 沿革
- 1876年 - 福原芳山が福井忠次郎から炭鉱借区権を買い戻し、炭鉱会社を設立（1981年に社則改正し、宇部炭鉱会社と称する）。
- 1886年 - 宇部共同義会（第一部） 設立
- 1887年 - 宇部共同義会（第二部） 設立され宇部炭鉱会社より石炭借区の無償譲渡を受ける。同年8月、久保田平左衛門（平民）からの借区譲渡により、宇部村内石炭鉱区の一元管理体制が確立する。
- 1888年 - 宇部達聡会設立
- 1897年 - 匿名組合沖ノ山炭鉱操業
- 1900年 - 宇部達聡会が政友会に入会
- 1904年 - 宇部達聡会が政友会から脱会
- 1912年7月1日 - 宇部共同義会が財団法人（民法第四十三条）へ組織変更し寄付行為のみを目的とする団体となる。同時に株式会社宇部銀行を設立。
- 1921年 - 宇部市制施行
- 1925年 - 宇部銀行が長門銀行を合併（合計20店舗となる）
- 1937年 - 渡辺翁記念会館竣工
- 1942年 - 沖ノ山炭鉱、宇部新川鉄工所、宇部セメント製造、宇部窒素工業が合併し、宇部興産となる。
- 1943年 - 宇部達聡会解散
- 1950年5月2日 - 宇部共同義会、その使命終了と共に全財産を宇部市の文化事業に寄附して解散する。

## 宇部共同義会に起源を持つ主な組織
第一部の利益還元により発生した組織
- 山口銀行 ‐ 前身行の一つが旧宇部銀行
- 山口大学工学部 ‐ 常盤台の敷地3万8千坪を建設用地として取得し国へ寄贈
- 山口県立宇部高等学校 ‐ 旧宇部村立宇部中学校
- 山口県立宇部工業高等学校 ‐ 旧山口県立工業学校
- 宇部市立図書館
- 宇部警察署
- 宇部郵便局

第二部より発生した組織
- 宇部興産 ‐ 旧沖ノ山炭鉱など
  - 宇部市上下水道局 ‐ 沖ノ山上水道が前身